# Sasa fugeshiensis
Sasa fugeshiensis är en gräsart som beskrevs av Gen-Iti Koidzumi. Sasa fugeshiensis ingår i släktet sasabambu, och familjen gräs. Inga underarter finns listade i Catalogue of Life.